# Kehlkopf

Zeichnung des Kehlkopfes

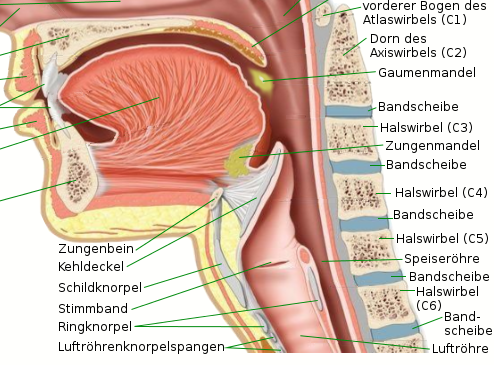
Seitenschnitt

Der Kehlkopf – in der medizinischen Fachsprache auch Larynx [ˈlaːrʏŋks] (von altgriechisch λάρυγξ lárynx, deutsch ‚Kehle‘) – bildet als Teil des Atemtrakts den Übergang vom Rachen zur Luftröhre im vorderen Halsbereich. Von außen sieht man beim Menschen in der Mitte des Halses den Adamsapfel, der dem mittigen Vorsprung des Schildknorpels entspricht. Embryonal entsteht er aus dem vierten bis sechsten Kiemenbogen. Die Erkrankungen des Kehlkopfs sind Gegenstand der Laryngologie, eines Teilgebiets der Hals-Nasen-Ohren-Heilkunde, der entsprechende Spezialist heißt Laryngologe.
Der Kehlkopf hat zwei Funktionen. Zum einen schützt er die Luftröhre vor Speisestücken, indem beim Schlucken der Kehlkopf nach vorne oben gezogen und damit mit dem Kehldeckel verschlossen wird. Zum anderen regulieren die Stimmlippen bei Säugetieren den Strom der Atemluft und erzeugen durch ihre Schwingungen Töne bzw. die menschliche Stimme. Vögel besitzen zwar ebenfalls einen Kehlkopf, aber ohne Stimmlippen und Kehldeckel. Für die Stimmbildung ist bei Vögeln die Syrinx, auch als „unterer Kehlkopf“ bezeichnet, zuständig.

## Aufbau

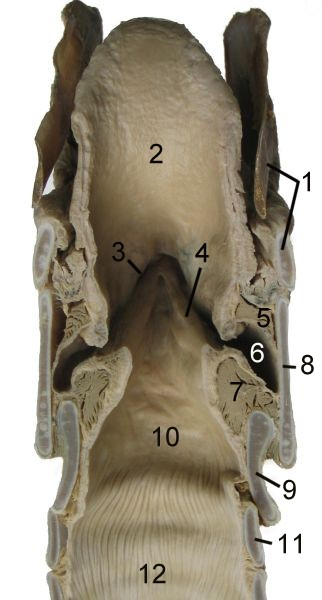
Schnitt durch den Kehlkopf eines Pferds – Ansicht von oben
1 Zungenbein (Os hyoideum), 2 Kehldeckel (Epiglottis), 3 Vorhoffalte (Plica vestibularis), 4 Stimmfalte (Plica vocalis), 5 Musculus ventricularis, 6 seitliche Kehlkopftasche (Ventriculus laryngis), 7 Musculus vocalis, 8 Schildknorpel (Cartilagines thyroideae), 9 Ringknorpel (Cartilagines cricoideae), 10 Cavum infraglotticum, 11 erster Luftröhrenknorpel, 12 Luftröhre (Trachea)

Der Kehlkopf besteht aus drei großen Knorpeln, dem Schildknorpel (Cartilago thyroidea), dem Ringknorpel (Cartilago cricoidea) und dem Kehldeckel (Epiglottis oder Cartilago epiglottica), den zwei kleineren Stellknorpeln (Cartilagines arytaenoideae) sowie den ihnen anliegenden Spitzenknorpeln (Cartilagines corniculatae). Der Schildknorpel bildet die vordere Wand des Kehlkopfes und ist vor allem an seiner Oberkante von außen zu sehen und zu tasten. Darunter liegt der waagerechte Ringknorpel, dem die Knorpelspangen (Cartilagines tracheales) der Luftröhre folgen. Die Stellknorpel (Aryknorpel) sitzen dem Ringknorpel hinten gelenkig auf. Der Kehldeckel ist mit dem Schildknorpel verbunden und verschließt den Kehlkopfeingang gegen den Rachen (Pharynx).
Die Knorpel werden von verschiedenen Bändern zusammengehalten, und der Kehlkopf ist oben durch eine Membran (Membrana thyrohyoidea) am Zungenbein (Os hyoideum) aufgehängt. Die Stimmlippen oder Stimmbänder (Ligamenta vocalia) sind zwischen den Stellknorpeln und der Hinterwand des Schildknorpels gespannt. Sie werden von speziellen Muskeln (→ Kehlkopfmuskulatur) bewegt.
Innen ist der Kehlkopf mit einer respiratorischen Schleimhaut ausgekleidet, die jedoch nicht die Stimmlippen bedeckt.
Durch die Regulation der Weite und Spannung der Stimmlippen, durch die sie längs durchziehenden Stimmmuskelfasern und vor allem durch die Kehlkopfmuskeln wird der Grundklang von Stimme bzw. Gesang geformt. Dieser primäre Kehlkopfklang (Primärschall) wird durch Bewegungen der Zunge und des Mundes zu Sprachlauten geformt. Ihren vollen Klang erhält die Stimme mittels der Resonanzen im Rachen-, Mund- und Nasenraum (→ Vokaltrakt).

## Topografie
Oberhalb des Kehlkopfes liegt der Rachen, in den sowohl die Luft aus Mund und Nase als auch die Nahrung gelangt. Nach unten setzt sich der Kehlkopf in die Luftröhre fort. Der Anfang der Speiseröhre liegt hinter, bei Tieren über dem Kehlkopf. Beide liegen in einem Raum von lockerem Bindegewebe, das vorne vom mittleren und hinten vom hinteren Blatt der Halsfaszie begrenzt wird. Das mittlere Blatt spannt sich zwischen den beiden Musculi omohyoidei (Schulterblatt-Zungenbeinmuskeln) aus, das hintere umgibt die Halswirbelsäule mit ihrer Muskulatur. Unterhalb des Kehlkopfes liegt die Schilddrüse. Seitlich von Kehlkopf und Speiseröhre liegt im selben Raum die Gefäßnervenstraße des Halses.

## Funktion
Der Kehlkopf spielt eine wesentliche Rolle bei der menschlichen Stimmbildung (Phonation) bzw. der Lautbildung bei den übrigen Säugetieren. Der Musculus cricoarytenoideus posterior (auch „Posticus“, bei Tieren Musculus cricoarytenoideus dorsalis) entspringt hinten am Ringknorpel und setzt hinten am Processus muscularis (Muskelvorsprung) des Stellknorpels der jeweiligen Seite an, zieht ihn nach innen und damit die Stimmlippen, die vorne vor dem Gelenk mit den Stellknorpeln verbunden sind, auseinander.
Diesem Stimmritzenöffner stehen drei Schließer der Stimmritze (Glottis) gegenüber. Der Musculus cricoarytenoideus lateralis entspringt vorne außen am Ringknorpel, setzt ebenfalls am Processus muscularis an und macht damit genau die gegenläufige Bewegung wie der Posticus. Der quere und der schräge Stellknorpelmuskel (Mm. arytenoidei obliquus und transversus) verbinden direkt die beiden Stellknorpel und ziehen sie zusammen. Für die Formung der Stimme ist der Stimmbandmuskel (Musculus vocalis) wichtig, der als Teil des Musculus thyroarytaenoideus der Außenseite der Stimmlippen anliegt und ihre Spannung reguliert.
Die Frequenz, mit der die Stimmbänder schwingen, bestimmt die Tonhöhe, die Stärke des Luftstroms dagegen die Lautstärke. Neben den Resonanzen im Rachen-, Mund- und Nasenraum kommt es durch Resonanz auch zu Vibrationen in der Brust und den Nasennebenhöhlen. Bei Brustresonanzen ist die Stimme getragener und etwas dunkler als bei Kopfresonanz. Ständige Heiserkeit ohne erkennbare organische Ursache beruht oft darauf, dass die Resonanzräume wenig eingesetzt werden und deshalb die Stimme über Gebühr beansprucht wird.
Beim Schlucken wird der Kehlkopf sowohl am Zungenbein als auch gegen das Zungenbein nach oben gezogen und damit der Kehldeckel gegen das Fettpolster der Halswand gedrückt. Durch die Kontraktion des Zungengrundes, der die vordere Halswand bildet, verschließt der Kehldeckel den Kehlkopfeingang vollständig. Beim Versuch, während des Essens gleichzeitig zu reden, kann es passieren, dass kleine Mengen Speise oder Flüssigkeit die Schleimhaut von Kehlkopf und Luftröhre berühren, was zu einem starken Hustenreiz führt.
Während des ersten Lebensjahres sinkt der Kehlkopf beim Menschen, der im Vergleich zu anderen Primaten einen tiefstehenderen Kehlkopf hat, ab.

## Nerven- und Gefäßversorgung
Der Nervus laryngeus superior (oberer Kehlkopfnerv, bei Tieren als Nervus laryngeus cranialis bezeichnet) versorgt motorisch den äußeren Kehlkopfmuskel (M. cricothyroideus) und sensibel die Kehlkopfschleimhaut oberhalb der Stimmritze. Er stammt vom Nervus vagus (X. Hirnnerv).
Der Nervus laryngeus inferior (unterer Kehlkopfnerv, bei Tieren als Nervus laryngeus caudalis bezeichnet) versorgt motorisch die innere Kehlkopfmuskulatur und sensibel die Schleimhaut des Kehlkopfes unterhalb der Stimmritze. Er stammt ebenfalls aus dem X. Hirnnerv.
Die Arteria laryngea superior (obere Kehlkopfarterie), die den Kehlkopf oberhalb der Stimmritze versorgt, ist ein Ast der Arteria thyroidea superior. Sie erreicht ihr Ziel durch eine Perforation in der Membran (Membrana thyrohyoidea), an der der Kehlkopf am Zungenbein aufgehängt ist. Die Arteria laryngea inferior (untere Kehlkopfarterie) stammt aus dem Truncus thyrocervicalis (A. thyroidea inferior) der Schlüsselbeinarterie (A. subclavia). Sie versorgt aufsteigend die Luftröhre und den unteren Teil des Kehlkopfes.
Der Verlauf der Venen orientiert sich an dem der Arterien, wie in den meisten Regionen des Körpers.

## Erkrankungen
Fehlbildungen (Formanomalien) des Kehlkopfs sind relativ selten. Bei der Larynxatresie liegt ein totaler Verschluss vor, der meist schon vor der Geburt zum Tod führt. Eine partielle Larynxatresie kann autosomal-dominant vererbt werden.
Bei einem Larynxspalt kommt es zu einem unvollständigen Schluss des Kehlkopfs und damit zu einer unvollständigen Trennung von Luft- und Speiseröhre.
Eine Entzündung des Kehlkopfs wird als Laryngitis bezeichnet. Sie kann beispielsweise bei einem Infekt der Atemwege auftreten. Bestimmte Infektionskrankheiten äußern sich bevorzugt als Kehlkopfentzündung, beispielsweise die Diphtherie („Krupp“). Als Pseudokrupp wird die Laryngitis subglottica, eine Entzündung des Kehlkopfes knapp unterhalb der Stimmbänder, bezeichnet. Der Kehlkopfkrebs ist eine typische Erkrankung von Rauchern.
Eine Aussackung des Ventriculus laryngis wird als Laryngozele bezeichnet.
Eine schlaffe Lähmung der Stimmritze mit Intermediärstellung eines oder beider Stimmbänder infolge einer Schädigung des Nervus laryngeus inferior (Nervus laryngeus recurrens) und des Nervus laryngeus superior bezeichnet man als Kadaverstellung. Bei Pferden tritt eine einseitige Lähmung des Nervus laryngeus recurrens recht häufig auf und führt zu einer einseitigen Stimmbandlähmung (Kehlkopfpfeifen, englisch roaring).
Die Recurrenslähmung und die darauf folgenden Atembeschwerden können in Zukunft vielleicht mit einem Kehlkopf-Schrittmacher behandelt werden. In Innsbruck, Gera und Würzburg wurde dieses Gerät bereits erfolgreich bei Patienten eingesetzt. So konnte die Atemluftversorgung verbessert werden, ohne die Stimme und das Sprechen negativ zu beeinflussen.
Bei Verletzungen des Nervus laryngeus superior kann es u. a. zu Bewegungseinschränkungen des Musculus cricothyroideus kommen. Da dieser für die Grobspannung der Stimmbänder und die damit verbundene Regulierung der Stimmlage zuständig ist, kann es bei Einschränkungen zum sogenannten „Roboter-Phänomen“ kommen. Dabei büßt der Patient die Fähigkeit ein, die Stimmlage beim Sprechen zu regulieren, um die Tonhöhe zu ändern. Darüber hinaus klingt die Stimme heiser und kraftlos.

## Untersuchung

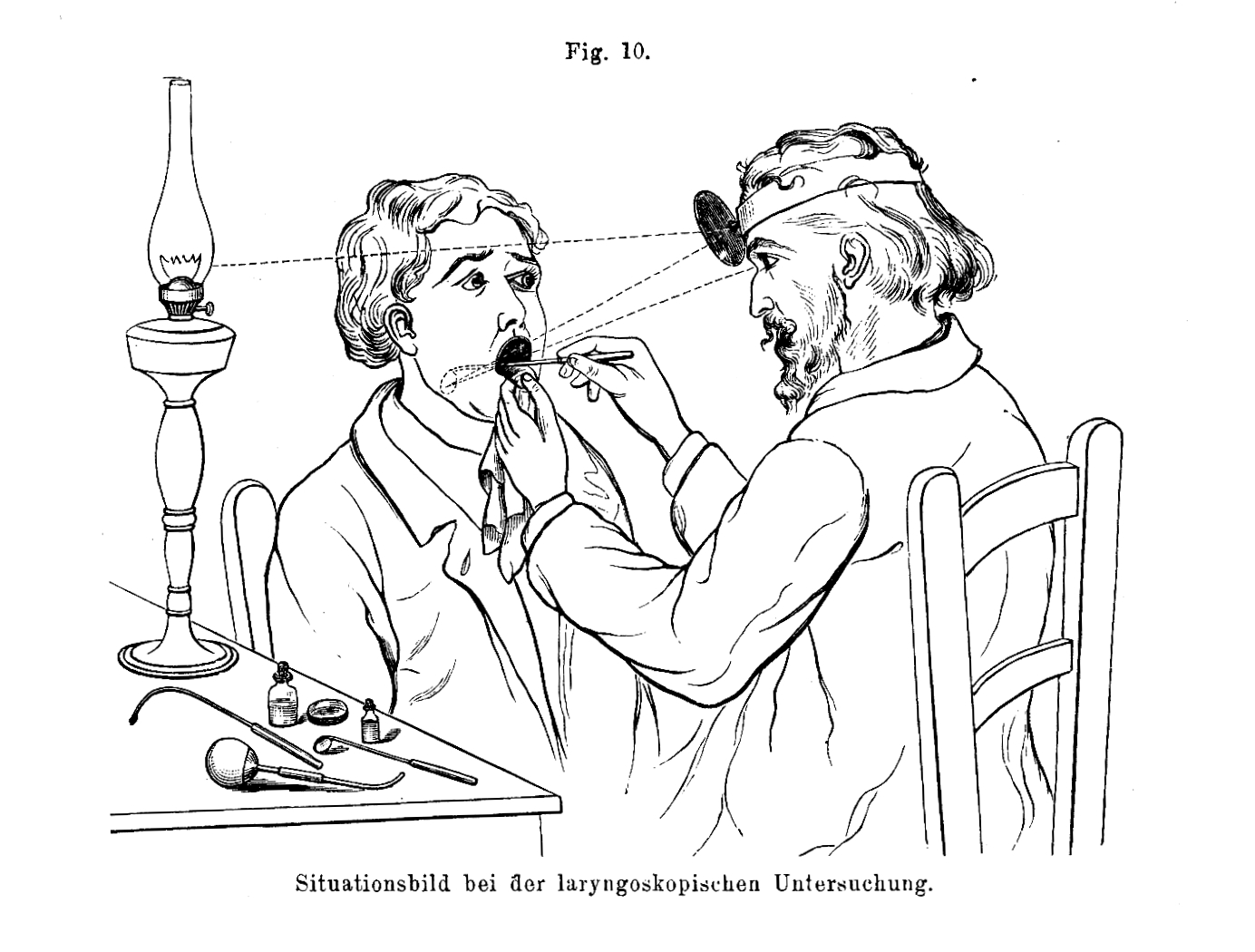
Kehlkopfspiegelung (Aus: Klinischer Atlas der Laryngologie. Joh. Schnitzler, 1895)

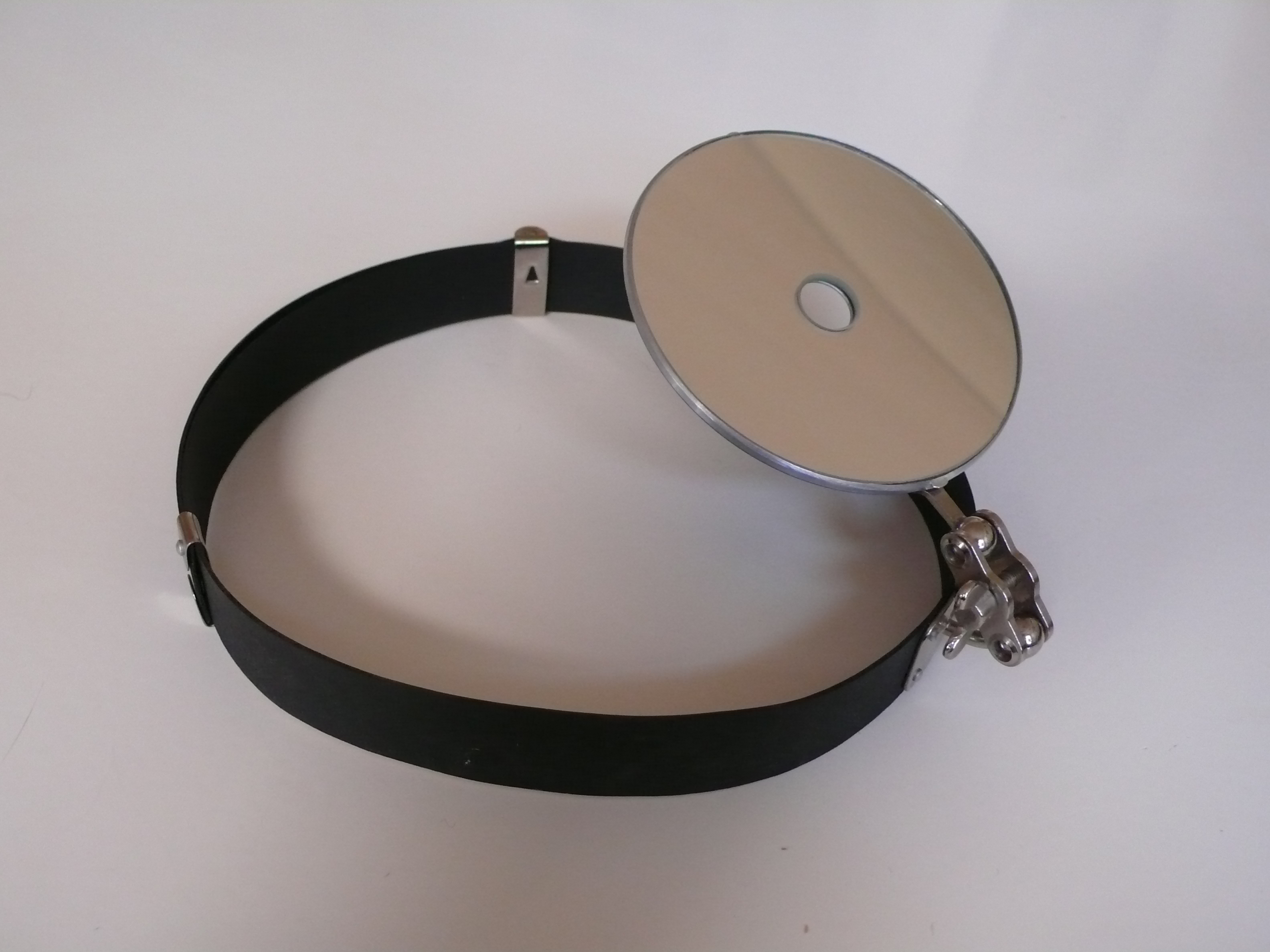
Stirnspiegel

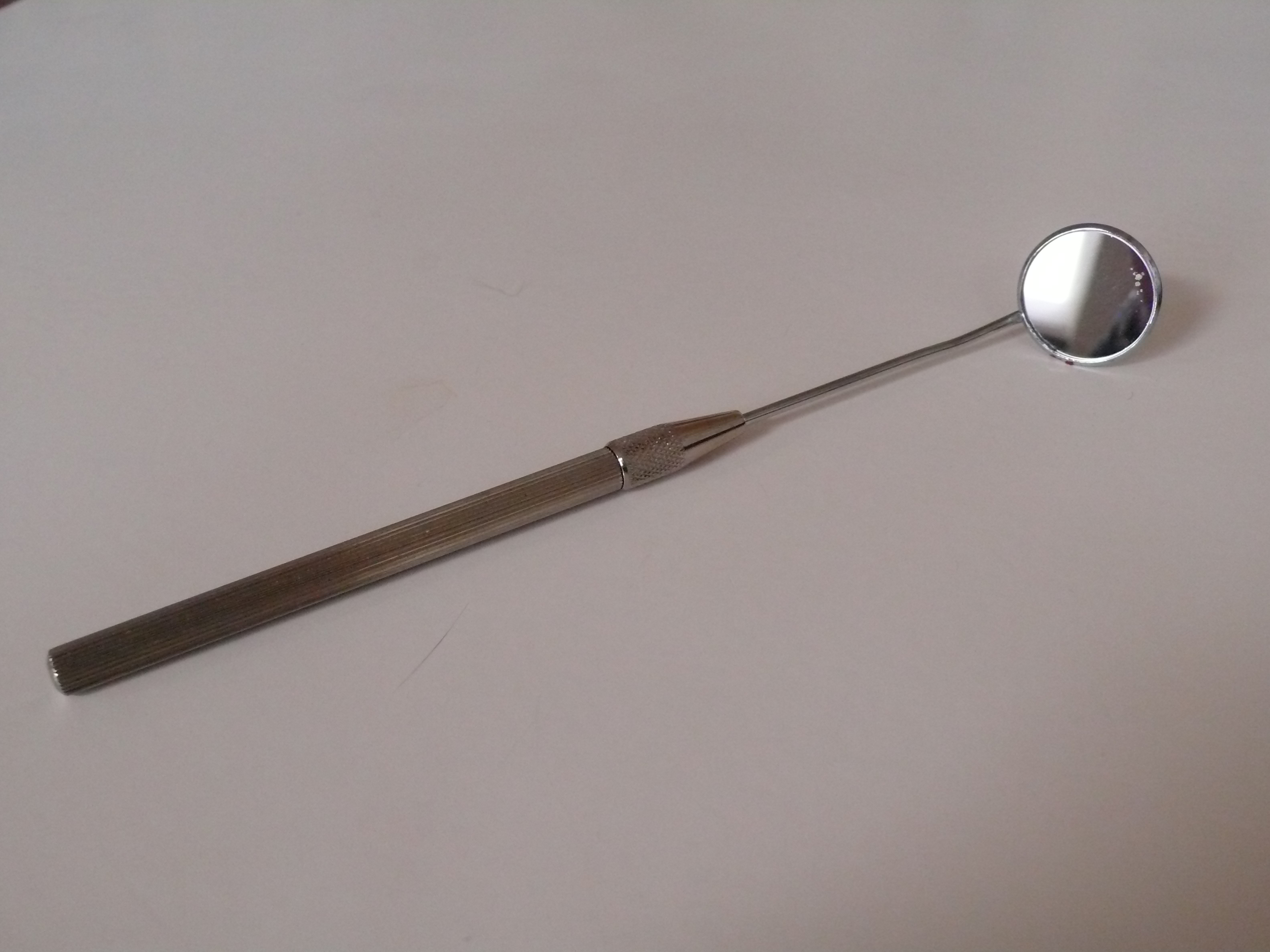
Kehlkopfspiegel

1858 wurde von Ludwig Türck und Johann Nepomuk Czermak die Laryngoskopie als Spiegelbetrachtung mit von außen reflektiertem Licht, also unter Verwendung eines Kehlkopfspiegels und eines Stirnspiegels, in die klinische Praxis eingeführt, womit unter anderem die Grundlage zur in den 1860er Jahren einsetzenden Entwicklung der Kehlkopfchirurgie gelegt worden war. Die erste endolaryngeale Operation mit Hilfe des Kehlkopfspiegels führte Victor von Bruns 1861 durch. Zur Untersuchung des Kehlkopfes werden heutzutage neben der Untersuchung mittels Kehlkopfspiegel unter Beleuchtung mit einer auf der Stirn getragenen Kaltlichtquelle oder LED-Beleuchtung vor allem Endoskope eingesetzt. Das Larynx-Endoskop, ein starres Endoskop, wird in den Mund eingeführt und ermöglicht über eine 90°- oder gelegentlich auch 70°-Optik den Blick abwärts in den Kehlkopf. Andererseits kann ein flexibles Endoskop, das über Nase und Nasenrachen eingeführt wird, auf diesem Wege die Untersuchung des Kehlkopfes ermöglichen.
Von außen kann man den Kehlkopf tastend untersuchen oder zur Bildgebung ein Computertomogramm bzw. die Kernspinuntersuchung einsetzen.